# Wolfgang Eger
Wolfgang Eger (* 25. Oktober 1928 in Klingenthal/Sa.; † 17. Juli 2005 in Speyer) war ein deutscher Historiker, Archivar und Autor.

## Leben
Wolfgang Eger studierte Geschichte, Germanistik, Pädagogik und Kunstgeschichte in Jena. Am Institut für Archivwissenschaft in Potsdam absolvierte er danach eine archivwissenschaftliche Ausbildung. 1951 promovierte er zum Dr. phil.
1957 übernahm er die Direktorenstelle des Zentralarchivs der Evangelischen Kirche der Pfalz in Speyer. Er war langjähriger Schriftleiter der Blätter für pfälzische Kirchengeschichte und Autor zahlreicher Aufsätze und Bücher zu Themen der Kirchengeschichte, Landesgeschichte und zur Archivwissenschaft.
Von 1979 bis 1993 war Wolfgang Eger Vorsitzender des Verwaltungsrates des Evangelischen Zentralarchivs in Berlin.
Sein Sohn Hansjörg war von 2011 bis 2018 Oberbürgermeister von Speyer.

## Politisches Wirken
Wolfgang Eger gehörte 1969 bis 1985 und von 1989 bis 1994 dem Speyerer Stadtrat als SPD-Mitglied an. Acht Jahre war er ehrenamtlicher Beigeordneter und Kulturdezernent der Stadt Speyer. Er war ein Mitbegründer der Speyerer Kulturtage, ein bis heute durchgeführtes Forum für die Integration der kulturtreibenden Vereine und Plattform für die Präsentation von deren künstlerischen Leistungen.

## Ehrungen
- 1983 Bundesverdienstkreuz am Bande
- 1994 Verdienstmedaille der Stadt Speyer
- 2004 Verdienstorden des Landes Rheinland-Pfalz

## Schriften
- Kurfürst Ludwig V., Pfalzgraf bei Rhein, 1971
- Die protestantischen Kirchenbücher der Pfalz, 1975
- Handbuch des kirchlichen Archivwesens, 1977
- Reformationsgeschichte im Spiegel des Reichstagsgeschehens von 1529, 1977
- Zur Geschichte der Deutschen Ostasienmission, 1984
- Vom "Neuen Hospital St. Georg" über das Bürgerhospital und das Stiftungskrankenhaus zum Fachkrankenhaus für Innere Medizin, 1985
- Speyerer Straßennamen. Ein Lexikon., Herrmann G. Klein Verlag, Speyer 1985, ISBN 3-921197-08-X
- Verzeichnis der Militärkirchenbücher in der Bundesrepublik Deutschland Alte Bundesländer, (nach dem Stand vom 30. September 1990) / Veröffentlichungen der Arbeitsgemeinschaft der Archive und Bibliotheken in der Evangelischen Kirche ; 18, Neustadt an der Aisch : Degener 1993, 445 Seiten, ISBN 3-7686-4133-3
- Verzeichnis der Militärkirchenbücher in der Bundesrepublik Deutschland Neue Bundesländer – römisch-katholische Kirche / Veröffentlichungen der Arbeitsgemeinschaft der Archive und Bibliotheken in der Evangelischen Kirche ; 23; Neustadt an der Aisch; Degener 1996. 218 Seiten, ISBN 3-7686-4144-9